# Peilertor

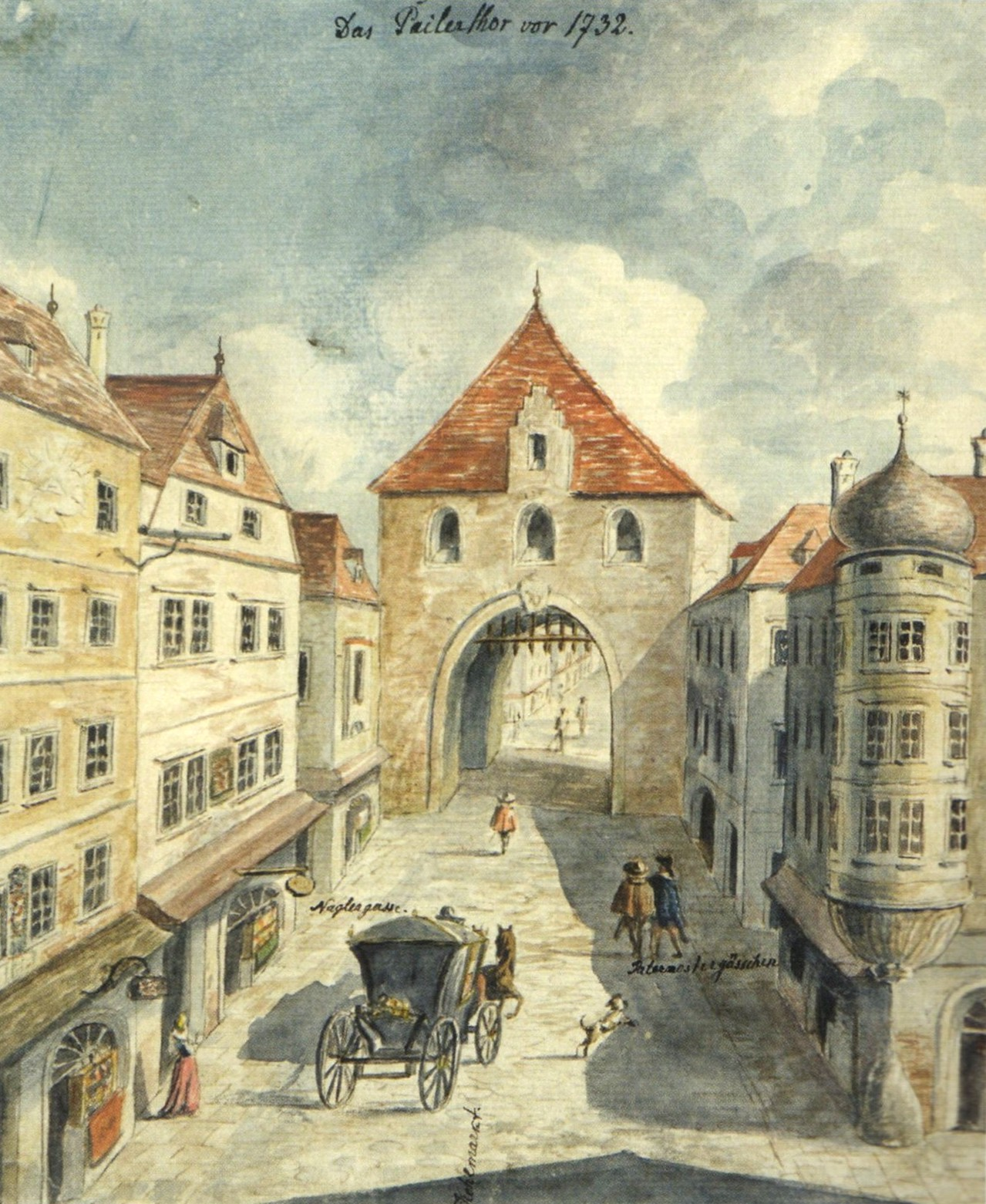
Das Peilertor vor 1732

Das Peilertor (auch Peurertor oder Baylertor) war ein aus der Zeit der Babenberger stammendes Wiener Stadttor zwischen Kohlmarkt und Tuchlauben, das im 18. Jahrhundert beseitigt wurde, da es den Durchzugsverkehr behinderte.
Das Stadttor in der Mitte der südwestlich ausgerichteten Seitenmauer des ehemaligen Legionskastells Vindobona gründete sich wahrscheinlich auf die porta decumana (Südtor) des Lagers. Zwischen 1278 und 1326 war es als Peurer (Burg-)Tor bekannt. Es galt als Ausgangspunkt der Reichsstraße nach Bayern, daher der Name. Zum Zeitpunkt des Ausbaus der Wiener Stadtmauern unter Leopold V. geriet es außer Gebrauch und wurde danach vor allem als Gefängnis verwendet. 1511 wurde es noch einmal umgebaut. Auch auf der Vogelschaudarstellung Jacob Hoefnagels von 1609 ist es noch gut zu erkennen. 1732 wurde es abgerissen, 1867 wurde an seinem Standort eine Gedenktafel angebracht, die aber schon zu Ende des 19. Jahrhunderts anlässlich eines Neubaus wieder abgenommen wurde und in den Depotbestand des Wien Museums überging.